# Vauxaillon
Vauxaillon település Franciaországban, Aisne megyében. Lakosainak száma 504 fő (2022. január 1.). Vauxaillon Allemant, Laffaux, Landricourt, Leuilly-sous-Coucy, Neuville-sur-Margival, Pinon, Terny-Sorny és Anizy-le-Grand községekkel határos.

## Népesség
A település népessége az elmúlt években az alábbi módon változott:
| Lakosok száma | 300  | 290  | 326  | 436  | 502  | 522  | 540  | 542  | 530  | 504  |
|               | 1968 | 1982 | 1990 | 2006 | 2013 | 2015 | 2017 | 2019 | 2020 | 2022 |